# Brian Hill
Brian Alfred Hill (East Orange, 19 settembre 1947) è un allenatore di pallacanestro statunitense, professionista nella NBA.

## Palmarès
- Allenatore all'NBA All-Star Game (1995)